# 106. вечити дерби у фудбалу
106. вечити дерби у фудбалу је фудбалска утакмица одиграна у Београду 8. марта 1997. године, између Црвене звезде и Партизана. Утакмица се завршила резултатом 3 : 0 (1 : 0) за Партизан.